# Паркина, Элизабет
Элизабет Паркина (англ. Elizabeth Parkina, настоящая фамилия Паркинсон, англ. Parkinson; 1882, Канзас-Сити (Миссури) — 10 июня 1922, Колорадо-Спрингс) — американская оперная певица (сопрано).
Начала заниматься вокалом в своём родном городе, где её в 1896 году услышала Нелли Мельба. По совету Мельбы с 1898 года училась в Париже у Матильды Маркези и Поля де ла Нюкса. Дебютировала в 1902 году в парижской Опера-комик в заглавной партии в опере Лео Делиба «Лакме». В 1904—1907 гг. пела в лондонском театре Ковент-Гарден, дебютировав в партии Мюзетты в «Богеме» Джакомо Пуччини, в одном спектакле с Мельбой и Энрико Карузо. Мельба способствовала в 1905 году австралийским гастролям певицы (вместе с виолончелистом Арнольдом Фёльдеши и флейтистом Джоном Амадио): «Никогда не устаю её слушать. Её пение совершенно», — писала Мельба импресарио Уильямсону, организатору этого турне. Уже к 1908 году, однако, Паркина была вынуждена оставить сцену из-за пошатнувшегося здоровья. Она жила в Европе, а с началом Первой мировой войны вернулась в США. Умерла от туберкулёза.